# Dunckerocampus boylei
Dunckerocampus boylei är en fiskart som beskrevs av Kuiter 1998. Dunckerocampus boylei ingår i släktet Dunckerocampus och familjen kantnålsfiskar. Inga underarter finns listade i Catalogue of Life.